# Hyporthodus nigritus
Hyporthodus nigritus е вид бодлоперка от семейство Serranidae. Видът е критично застрашен от изчезване.

## Разпространение и местообитание
Разпространен е в Барбадос, Бахамски острови, Бразилия, Доминиканска република, Кайманови острови, Куба, Мексико, САЩ, Сейнт Винсент и Гренадини, Сейнт Лусия, Търкс и Кайкос, Хаити и Ямайка.
Обитава морета, заливи и рифове. Среща се на дълбочина от 55 до 289 m, при температура на водата от 18,5 до 24,2 °C и соленост 36,2 – 36,4 ‰.

## Описание
На дължина достигат до 2,3 m, а теглото им е максимум 198,1 kg.